# Marc Petrei
Marc Petrei (en llatí Marcus Petreius) va ser un militar romà del segle i aC. Va servir a l'exèrcit durant trenta anys com a tribú militar, prefecte, legat o pretor.
La primera menció de Petrei és de l'any 62 aC quan va ser legat del procònsol Gai Antoni en la seva campanya contra Catilina. Tant Ciceró com Sal·lusti elogien la seva experiència i habilitat militars, i la seva influència sobre les legions. Poques coses se saben d'ell abans d'aquest càrrec, ni en quin any va ser pretor.
Gai Antoni va al·legar estar malalt per no combatre contra Catilina, de qui era molt amic i potser s'havia implicat en la conspiració. Petrei va assolir el comandament suprem de l'exèrcit a la batalla on va morir Catilina.
L'any 59 aC apareix defensant Cató d'Útica contra Juli Cèsar, que era cònsol aquell any. El 55 aC Petrei va ser enviat a Hispània junt amb Luci Afrani, com a llegat de Gneu Pompeu. En esclatar la Segona guerra civil era a la Hispània Citerior i quan Cèsar va anar a la zona amb un gran exèrcit, Petrei va unir les seves forces a les d'Afrani i es van fortificar prop d'Ilerda a la riba dreta del Sicoris (Segre) i al principi van tenir èxit posant en dificultats Cèsar, en l'episodi que es coneix com a campanya de Lleida, però finalment aquest va capgirar la situació i va obligar Petrei i Afrani a rendir-se. Cèsar va llicenciar una part de les tropes pompeianes i a altres els va incorporar al seu exèrcit, i va deixar anar els dos llegats a canvi de no tornar a lluitar més contra ell.
Petrei es va unir a Pompeu a Grècia. Després de la derrota de Farsàlia va fugir a Patres a Acaia i després a l'Àfrica. Va participar en la campanya africana i el gener del 46 aC va ser ferit a la batalla de Ruspina. Després va estar present a la batalla de Tapsos a l'abril, al final de la qual va fugir amb Juba I de Numídia cap a Zama Regia on els habitants no el van voler rebre i es van haver de refugiar a una casa del camp propietat de Juba. Desesperats i veient-se sense sortida, es van matar l'un a l'altre.